# Villa Agape-Arrighetti

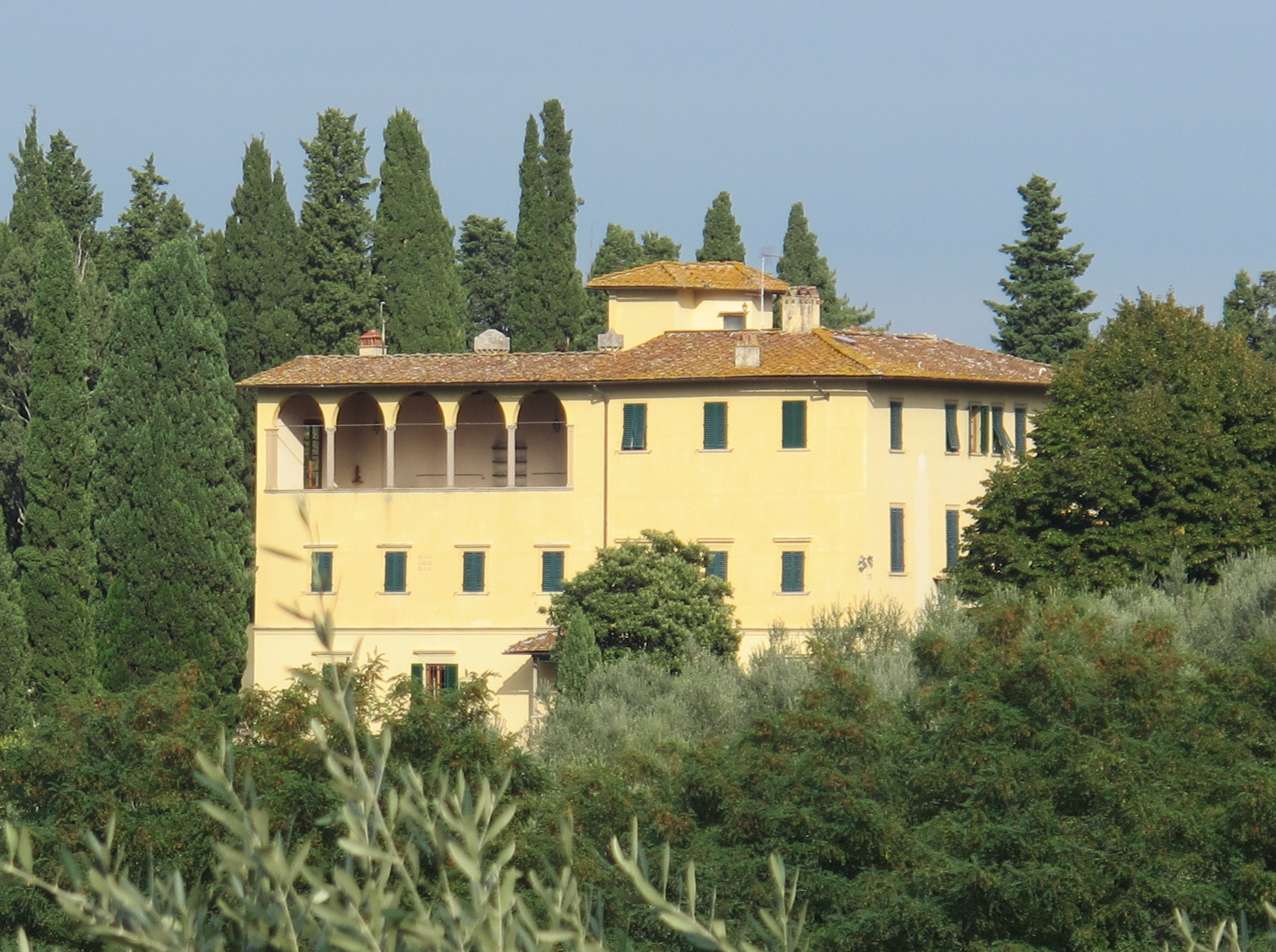
Veduta della zona retrostante

Villa Agape-Arrighetti, o Villa Novelli, si trova in via della Torre del Gallo 8 a Firenze, sulla collina di Arcetri.

## Storia e descrizione
La villa prende il nome dall'accademico della Crusca Niccolò Arrighetti, che vi abitò. Una lapide sulla facciata ricorda la sua attività di filosofo, letterato e traduttore di testi antichi, seguace di Galileo e tra i fondatori dell'Accademia del Cimento. L'edificio originale risale al medioevo, ma la prima traccia documentaria risale al 1472 quando Bartolomeo di Matteo la vendette ai monaci di San Paolo a Pinti.
L'architrave del portale d'ingresso riporta la data 1597, ma la maggior parte delle strutture risale alla ricostruzione degli inizi del Novecento. Dal 1952 vi abitò la duchessa d'Aosta Anna d'Orléans. Fino a ottobre 2014 la villa è stata una casa per ferie gestita dalle Suore Stabilite nella Carità, per poi divenire dal 2015 un elegante hotel gestito da privati.
La villa, dotata di torretta, è circondata da un ampio parco privato con giardino all'italiana. Nel parco è presente anche una cappellina privata.